# 高雄市政府新聞局
高雄市政府新聞局（簡稱高雄市新聞局、高市新聞局），是高雄市政府所屬一級機關，為高雄市專門負責新聞事務的機構。高雄廣播電臺為其所屬的廣播電臺。

## 歷史
- 1979年7月1日，高雄市改制為直轄市，高雄市政府隨之成立高雄市政府新聞處。
- 2010年12月25日，高雄縣市合併，高雄縣政府新聞處與高雄市政府新聞處依據《高雄市政府組織規程》第六條合併成立高雄市政府新聞局。

## 歷任首長
高雄市政府新聞處處長
- 張佐為
- 劉建順
- 趙義弘
- 吳建國
- 姚文智
- 管碧玲
- 許仁圖
- 林耀文
- 王時思
- 蕭裕正
- 史哲
- 許銘春
- 許立明

高雄縣政府新聞室主任
- 陳凱凌
- 邱志偉
- 李昆澤
- 閻青智
- 林天從

高雄縣政府新聞處處長
- 林天從

高雄市政府新聞局局長
| 任別     | 姓名   | 任期                          | 備註 |
| -------- | ------ | ----------------------------- | ---- |
| 第一任   | 賴瑞隆 | 2010年12月25日－2014年2月25日 |      |
| 第二任   | 丁允恭 | 2014年2月25日－2017年11月8日  |      |
| 第三任   | 張家興 | 2017年11月8日-2018年12月25日  |      |
| 第四任   | 王淺秋 | 2018年12月25日-2019年12月5日  |      |
| 第五任   | 丁樂群 | 2019年12月5日-2020年2月3日    |      |
| 第六任   | 鄭照新 | 2020年2月3日-2020年6月11日    |      |
| 代理局長 | 簡美玲 | 2020年6月14日-2020年8月23日   |      |
| 第七任   | 董建宏 | 2020年8月24日-2022年12月24日- |      |
| 第八任   | 項賓和 | 2022年12月25日-               |      |

## 相關事件
- 2020年9月9日，《鏡週刊》爆料丁允恭在高雄市任職新聞局局長時涉及婚外情並周旋四女之間，丁還曾數度在上班時間的新聞局局長辦公室與女友「Y小姐」發生關係[1]，王淺秋臉書回應在臉書驚呼，想到她也用了那個辦公室一段時間，後面有一間有床的休息室，一踏進那空間就覺得有濃濃陳年煙味和霉味，現在才知道原來還有這一味，真是太噁心了[2]。